# Катастрофа Ту-104 под Алма-Атой
Катастрофа Ту-104 под Алма-Атой — крупная авиационная катастрофа, произошедшая 13 января 1977 года. Авиалайнер Ту-104А авиакомпании «Аэрофлот» выполнял плановый рейс SU-3843 по маршруту Хабаровск—Новосибирск—Алма-Ата, но при заходе на посадку в Алма-Атинском аэропорту у самолёта возник пожар левого двигателя, после чего, спустя 2 минуты после пожара перешёл в сваливание и рухнул на землю, полностью разрушившись. Погибли все находившиеся на борту 90 человек — 82 пассажира и 8 членов экипажа.

## Самолёт
Ту-104А (регистрационный номер СССР-42369, заводской 86601203, серийный 12-03) был выпущен омским авиазаводом «Полёт» 31 октября 1958 года с вместимостью салона на 70 пассажиров (позже салон был переделан на 85 пассажиров). 6 ноября того же года лайнер был передан Главному управлению гражданского воздушного флота, которое сперва направило его во Внуковский ОАО Московского Территориального управления ГВФ, а 1 января 1970 года перевело в 1-й Хабаровский ОАО Дальневосточного управления ГВФ. Оснащён двумя турбореактивными двигателями АМ-3М ОКБ Микулина. На день катастрофы 18-летний авиалайнер совершил 12 819 циклов «взлёт-посадка» и налетал 27 189 часов.

## Экипаж
Самолётом управлял опытный экипаж (202-й лётный отряд), его состав был таким:
- Командир воздушного судна (КВС) — Дмитрий Данилович Афанасьев.
- Второй пилот — Владимир Иванович Бабурин.
- Штурман — Александр Васильевич Климахин.
- Бортмеханик — Анатолий Михайлович Шафорост.
- Проверяющий — Анатолий Викторович Рожковский.

В салоне самолёта работали три бортпроводника:
- Леонид Иванович Корытко,
- Алла Валентиновна Грязнова,
- Мария Петровна Фарапонова.

## Катастрофа
В 17:19 по местному времени (13:19 MSK) рейс SU-3843 вылетел из Новосибирска после промежуточной остановки и после набора высоты занял эшелон FL275 (8400 метров). На его борту находились 8 членов экипажа и 82 пассажира.
В 17:41 (14:41 MSK) экипаж перешёл на связь с диспетчером аэропорта Алма-Аты и тот передал условия снижения и захода на посадку по магнитному курсу 230°. В 107 километрах от аэропорта Ту-104 снизился до эшелона FL160 (4800 метров), после чего экипаж перешёл на связь с диспетчером подхода, который разрешил продолжать снижение и заходить на посадку по прямой. В 40 километрах от аэропорта рейс 3843 находился на высоте 2100 метров, когда экипаж перешёл на связь с диспетчером круга, а далее по его командам занял высоту 500 метров по давлению аэродрома — 706 мм рт. ст.. Лайнер заходил на посадку по ОСП и с контролем по посадочному радиолокатору. В 18:12 экипаж доложил: Высота 500 с курсом 230, на что от диспетчера круга получил ответ: Удаление 16, правее курса 400 метров (на самом деле рейс 3843 находился правее курса на 1600 метров и сохранял уклонение около 1500 метров, несмотря на неоднократную информацию диспетчера об этом). Небо над аэропортом в это время было ясным, но из-за дымки видимость составляла 1850 метров.
Самолёт находился в 15 километрах от аэропорта Алма-Аты, когда очевидцы на земле увидели, что горит левый двигатель (№ 1). При этом сигнал «пожар» не срабатывал, пилотам не было известно о ситуации и они не активировали систему пожаротушения. За 12,5 километров от ВПП экипаж выпустил закрылки на 35°. В этот момент обороты двигателя № 1 начали медленно падать, а через 22 секунды самолёт стал вибрировать. Обнаружив ненормальную работу левой силовой установки, экипаж убрал закрылки до 20°. За 9 километров от аэропорта диспетчер дал команду: Удаление 9, выходите на линию пути, на что с самолёта ответили: Понял, доворачиваю. Примерно в 18:13, в 8 километрах от аэропорта, экипаж доложил: Заходим на одном двигателе, отказал левый двигатель, а через 6 секунд пилоты отключили двигатель № 1, одновременно с этим увеличив режим двигателя № 2 (правого). Ещё через 2 километра (в 6 километрах от ВПП) лайнер, находясь правее линии курса на 400 метров, начал быстро к ней приближаться, а через 1200 метров пересёк её и продолжил отклоняться дальше.
Около 18:14:14 борт находился в 3,5 километрах от ВПП на высоте 195 метров, когда неожиданно резко поднялся до высоты 285 метров; манёвр привёл к резкому падению скорости и ввёл самолёт в сваливание на закритических углах атаки. В 18:14:32 связавшись с диспетчером, экипаж произнёс два непонятных слова. Через три секунды, в 18:14:35, авиалайнер на скорости 150—190 км/ч под углом 28° и с разворотом на 200—210° от оси полосы (курс 5°) рухнул на заснеженное поле. От удара у самолёта оторвалась хвостовая часть, а носовая часть и оба крыла, зарывшись в землю на 2 метра, взорвались и полностью сгорели. Рейс SU-3843 разбился в 3280 метрах от торца взлётной полосы и в 480 метрах левее её оси в точке 43°22′35″ с. ш. 77°06′10″ в. д.. Все 90 человек на его борту погибли.

## Расследование
При расследовании причин катастрофы по заключению экспертизы наружная обшивка фюзеляжа в районе двигателя № 1 в течение 10-15 минут подвергалась действию высокой температуры. Также было установлено, что пассажиры подверглись воздействию угарного газа. При этом сигнализация пожара в кабине пилотов не сработала. При заходе на посадку из-за снижения скорости набегающего воздушного потока пожар усилился, что привело к повреждению тяги управления. Точную причину, почему перед самым падением лайнер неожиданно начал резкий набор высоты, приведший к сваливанию, установить не удалось, так как за 20 секунд до катастрофы запись бортовых самописцев оборвалась.

Причиной катастрофы явился пожар, возникший на самолёте в воздухе в районе левой силовой установки из-за течи топлива вследствие разрушения топливного трубопровода в техническом отсеке агрегатов на участке от подкачивающего топливного насоса до пожарного крана. Предположительная причина разрушения топливного трубопровода – от нагрева горячим воздухом из трубопровода, идущего на наддув кабины, в результате его разрушения или нарушения герметичности соединений. Следствием пожара явилось нарушение управляемости самолётом, отравление экипажа угарным газом и создание задней центровки в результате возможного перемещения пассажиров в результате паники. Источником выделения угарного газа стали теплоизоляционные материалы фюзеляжа самолёта при воздействии на них высокой температуры с наружной стороны обшивки. Точную причину сваливания установить не удалось из-за прекращения записи МСРП-12.— 

## Памятник
На месте катастрофы родственниками погибших позже было создано мемориальное кладбище и установлена памятная стела.